# Benesat
Benesat es una comuna ubicada en el distrito de Sălaj, Rumania.

## Superficie
Posee una superficie de 28,75 kilómetros cuadrados.

## Demografía
Hasta 2021 la población era de 1354 habitantes, con una densidad de población de 47,10 habitantes por kilómetro cuadrado.